# Dechengrot

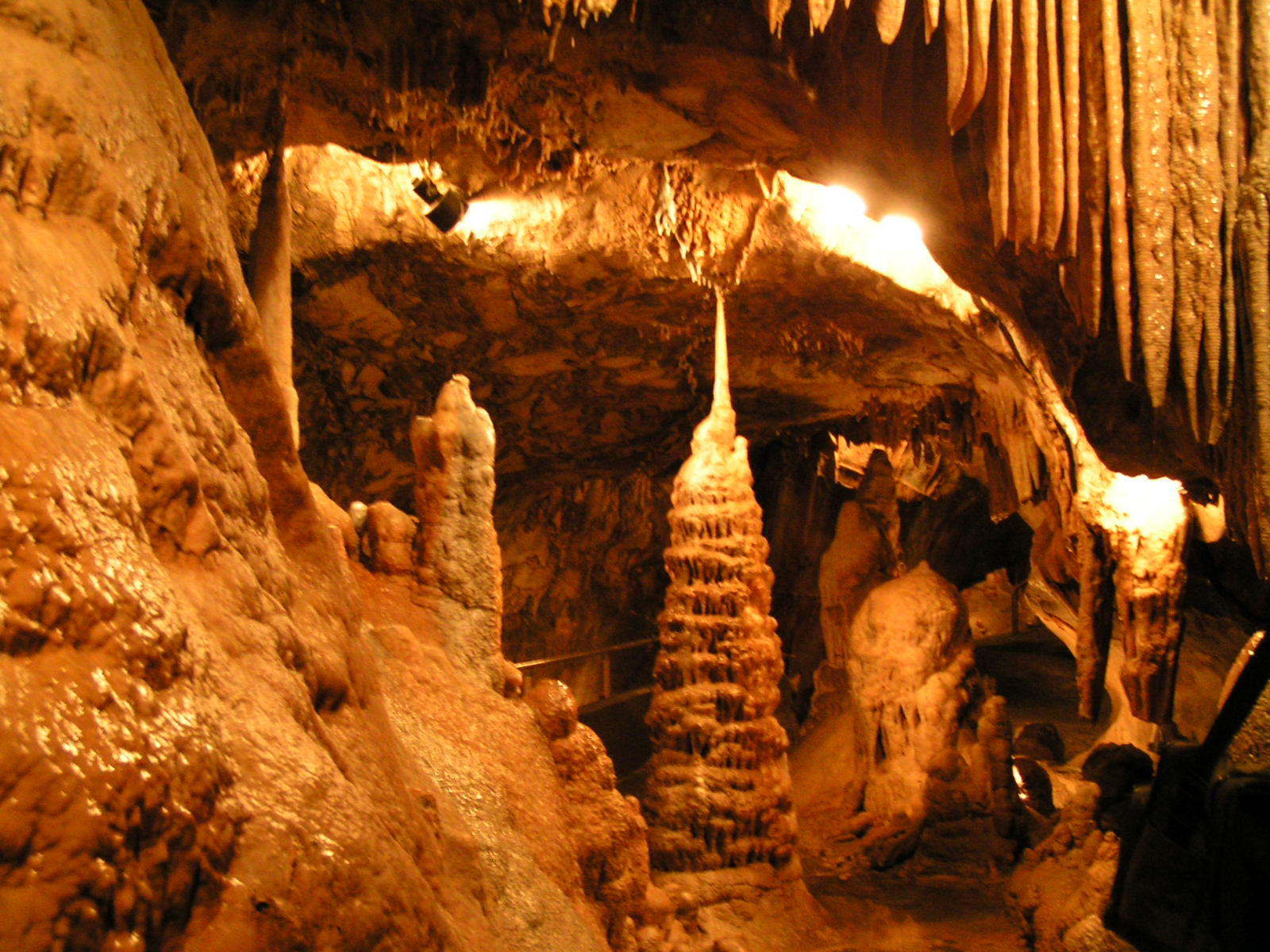
De zgn. Kaiserhalle in de Dechenhöhle

De Dechengrot (Duits: Dechenhöhle) is een grot in Duitsland. Specifiek bevindt de grot zich in de gemeente Iserlohn in de deelstaat Noordrijn-Westfalen, in het overgangsgebied tussen het Ruhrgebied en het Sauerland.
De ingang van de grot ligt op circa 170 meter boven zeeniveau. De geografische coördinaten luiden: 51° 21′ 56″ noorderbreedte, 7° 38′ 41″ oosterlengte. De lengte van alle tot dusver ontdekte gangen in de grot is 902 meter, waarvan een traject van 400 meter is opengesteld voor het publiek.
In de grot komen naast de gewone grottenspin (Meta menardi) diverse soorten vleermuizen voor.

## Geschiedenis

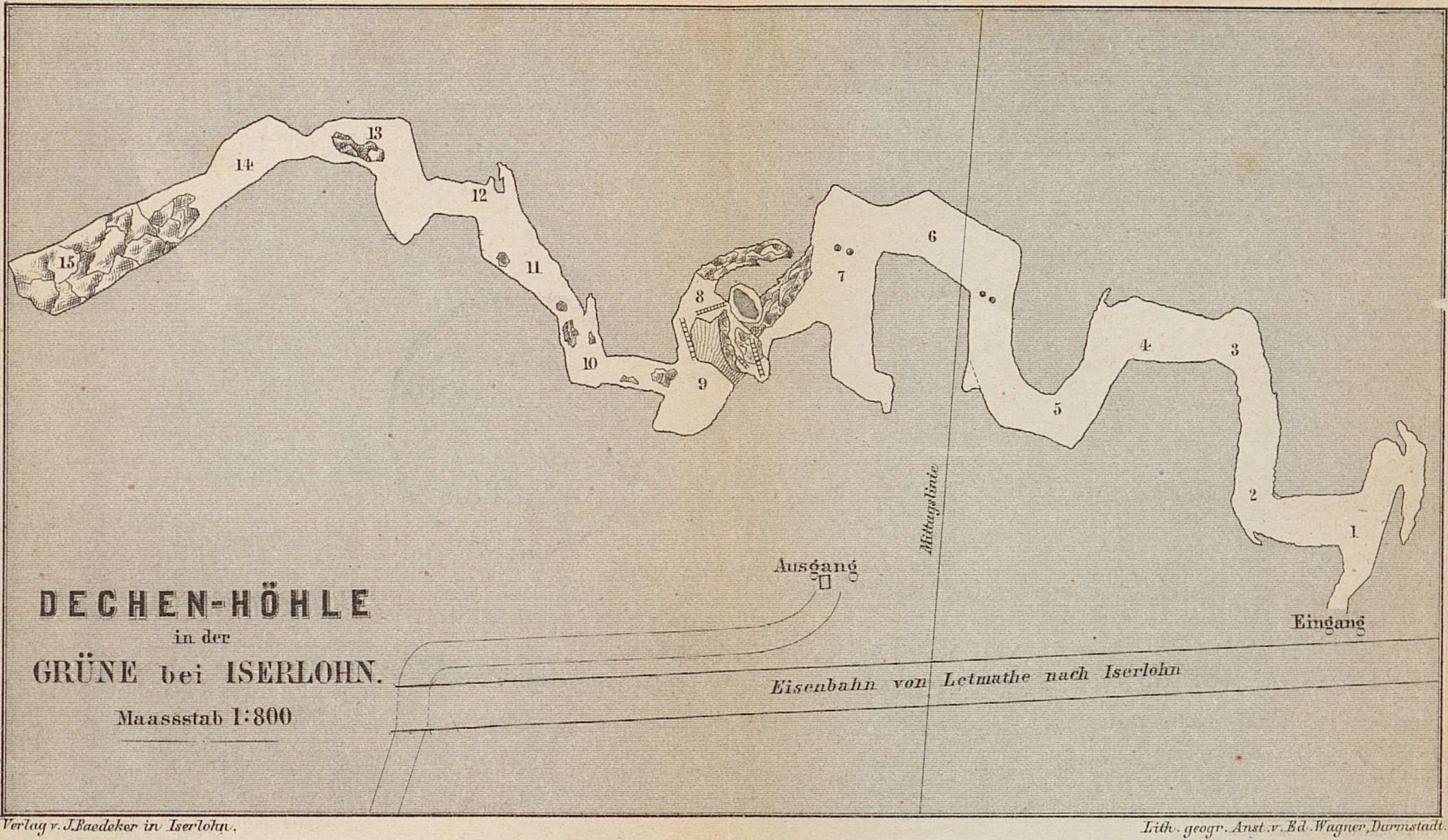
Kaart (1869) van de grot door Johann Carl Fuhlrott

De grot is ontstaan in een uit het geologische tijdvak Devoon daterende depressie of slenk, die zich vulde met afzettingen, die tot kalksteen werden.
Op 10 juni 1868 waren twee spoorwegarbeiders bij de grot aan het werk. Eén van hen raakte zijn hamer kwijt, die in een rotsspleet was gevallen. Dit incident leidde tot de ontdekking van de grot. Deze bleek van binnen fraai te zijn, en werd al spoedig na de ontdekking ervan opengesteld voor het publiek.
De grot is genoemd naar de beroemde geoloog en mijnbouwkundige Ernst Heinrich Carl von Dechen, die in deze tijd als eerste een reeks gedetailleerde geologische kaarten van Westfalen samenstelde. Zowel Von Dechen zelf als Johann Carl Fuhlrott, bekend van zijn baanbrekende studies over Neanderthalers, behoorden tot de eerste wetenschappers die deze grot bezochten. Fuhlrott bracht de grot reeds in 1869 in kaart.
Vanaf haar ontdekking tot 1983 was de grot, die direct aan een spoorbaan ligt, eigendom van diverse elkaar opvolgende spoorwegmaatschappijen. In 1983 werd de Dechenhöhle overheidseigendom; onder andere de gemeente Iserlohn participeert in de rechtspersoon, die juridisch eigenaresse is.

## Ligging en omgeving
De grot ligt direct langs de spoorlijn Letmathe - Fröndenberg. Ten gerieve van de toeristen, die de Dechenhöhle willen bezichtigen, is er een spoorweghalte Letmathe-Dechenhöhle aanwezig.  De Dechenhöhle is daarmede de enige grot in Duitsland met een eigen spoorwegstation. De grot ligt op de grens van de wijken Obergrüne (onder Iserlohn- Letmathe) en Untergrüne (dat tot de kernstad Iserlohn behoort). Afrit 46 van de Autobahn A46 bevindt zich dicht bij de grot.
Bij Evingsen, gemeente Altena, ontspringt op 457 m hoogte de 11,6 km lange Grüner Bach, in het dal waarvan talrijke grotten liggen. Ook de Dechenhöhle behoort daartoe. Niet ver van deze grot mondt de Grüne Bach in de Lenne uit. In de directe omgeving van de Dechenhöhle werd in 1965 bij werkzaamheden aan de B7 te Iserlohn-Grüne een tamelijk uitgestrekt grottenstelsel met 5.100 meter aan gangen ontdekt. Deze grot is naar de weg genoemd, en heet B 7-Höhle. Deze grot is deel van een natuurreservaat en niet toegankelijk. Bij de Dechenhöhle is wel wetenschappelijke informatie over deze B 7-Höhle verkrijgbaar.

## Bezienswaardigheden
De Dechenhöhle is een karstgrot met talrijke formaties van stalagmieten en stalactieten. De kristallijne afzettingen in de grot zijn fraai.

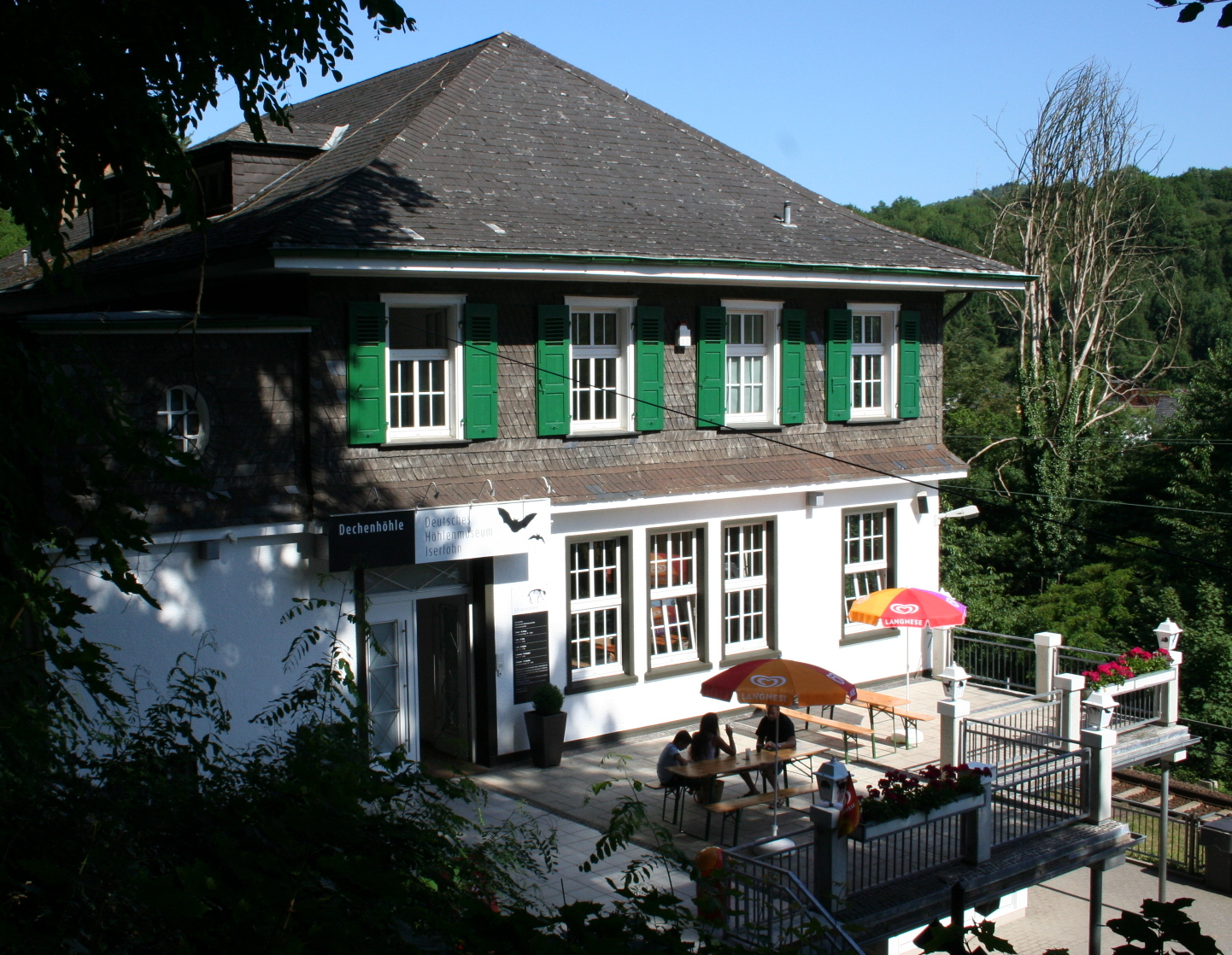
Museumgebouw en entree grot

Het voormalige stationsgebouw van Letmathe-Dechenhöhle herbergt sedert 2006 het Deutsche Höhlenmuseum Iserlohn (Grottenmuseum). Via dit museum kan men zich opgeven voor een in het museumgebouw beginnende rondleiding door de grot. Deze rondleiding, die wegens de door trappen te overwinnen hoogteverschillen niet geschikt is voor rolstoelgebruikers e.d., duurt ongeveer 40 minuten. Filmen en fotograferen tijdens de rondleiding is verboden, tenzij tevoren anders overeengekomen. In het museum zijn onder andere reconstructies te zien van prehistorische dieren, die in grotten leefden, en van rotstekeningen. Het is de bedoeling, dat bezoekers eerst het museum en daarna de grot bezichtigen.
Tot en met 2019 werden in de grot op speciale afspraak regelmatig concerten gegeven. Ook was het in de regio algemeen gebruikelijk, er kinderverjaardagsfeestjes te organiseren.